# Tjaša Vozel
Tjaša Vozel, född 14 juli 1994, är en slovensk simmare.
Vozel tävlade för Slovenien vid olympiska sommarspelen 2012 i London, där hon blev utslagen i försöksheatet på 100 meter bröstsim. Vid olympiska sommarspelen 2016 i Rio de Janeiro blev Vozel också utslagen i försöksheatet på 100 meter bröstsim.